# Song Jin-seub
Song Jin-seub (kor. 송진섭, ur. 1993) – południowokoreański zapaśnik walczący w stylu klasycznym. Zajął osiemnaste miejsce na mistrzostwach świata w 2022. Srebrny medalista mistrzostw Azji w 2020. Wicemistrz Azji kadetów w 2010 roku.